# Cistanthe
Cistanthe är ett släkte av källörtsväxter. Cistanthe ingår i familjen källörtsväxter.

## Bildgalleri

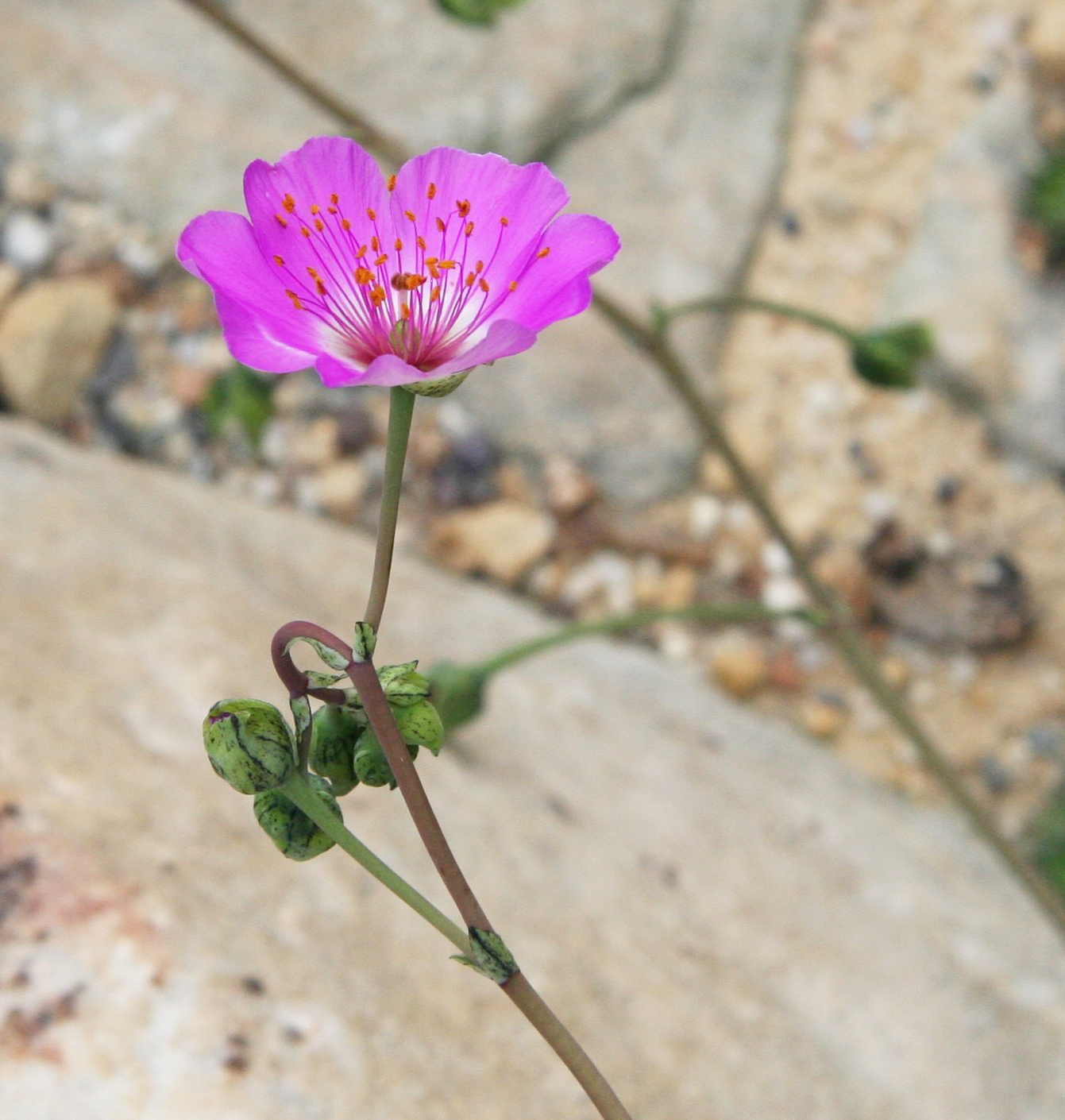

## Dottertaxa tillCistanthe, i alfabetisk ordning[1]
- Cistanthe amarantoides
- Cistanthe ambigua
- Cistanthe arancioana
- Cistanthe arenaria
- Cistanthe cabrerae
- Cistanthe cachinalensis
- Cistanthe calycina
- Cistanthe celosioides
- Cistanthe cephalophora
- Cistanthe chrysantha
- Cistanthe coquimbensis
- Cistanthe cymosa
- Cistanthe densiflora
- Cistanthe fenzlii
- Cistanthe frigida
- Cistanthe grandiflora
- Cistanthe guadalupensis
- Cistanthe humilis
- Cistanthe lamprosperma
- Cistanthe laxiflora
- Cistanthe lingulata
- Cistanthe longiscapa
- Cistanthe maritima
- Cistanthe minuscula
- Cistanthe monandra
- Cistanthe monosperma
- Cistanthe paniculata
- Cistanthe parryi
- Cistanthe picta
- Cistanthe pulchella
- Cistanthe pygmaea
- Cistanthe quadripetala
- Cistanthe rosea
- Cistanthe salsoloides
- Cistanthe stricta
- Cistanthe thyrsoidea
- Cistanthe tovarii
- Cistanthe tweedyi
- Cistanthe umbellata
- Cistanthe weberbaueri